# Ninian Smart

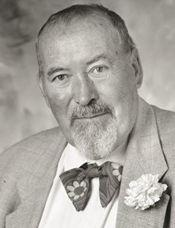
Ninian Smart

Roderick Ninian Smart (* 6. Mai 1927 in Cambridge; † 27. Januar 2001 in Lancaster (Lancashire)) war ein britischer Religionswissenschaftler und Religionshistoriker.

## Leben
Ninian Smart wurde 1927 als das Kind schottischer Eltern im englischen Cambridge geboren.
Er ging auf die Universität Glasgow und das  Queen’s College in Oxford. Es folgten Positionen an der Yale University, Universität London, Banaras Hindu University und der Universität Birmingham.
Smart war 1967 bis 1982 Professor für Religionswissenschaften an der Universität Lancaster (England) und 1976 bis 1998 an der University of California.
Ninian Smart verstarb unerwartet im Januar 2001 nur wenige Tage, nachdem er von Santa Barbara wieder nach Lancaster gezogen war.
Smart hat 7 Dimensionen, die wesentlich für Religionen sind, erarbeitet. Sinngemäß handelt es sich um
1. Rituale (Praxis)
2. künstlerische Darstellung (auch Architektur, heilige Orte etc.)
3. Institutionen (Soziales)
4. Gesetzgebung (Ethik)
5. Philosophie (Lehrgebäude)
6. Mythologie (Erzählung)
7. Emotionen (Erfahrung).

Smarts Werk World Philosophies erschien 2002 in deutscher Übersetzung (Weltgeschichte des Denkens). Es ist ein Leitfaden durch die Philosophien der Welt, wobei er lebende Zeitgenossen nicht berücksichtigte, sondern nur „abgeschlossene Philosophen“. Dabei überschreitet er bewusst den Rahmen der westlichen Philosophie und stellt auch die Philosophien Südasiens, Chinas, Koreas, Japan, des Islam, des Judentums, Lateinamerikas und Afrikas von den Anfängen bis in die Neuzeit dar.

## Werke
- World Philosophies. Routledge, London 1999
  - Weltgeschichte des Denkens. Die geistigen Traditionen der Menschheit Übers. Nikolaus de Palézieux. Primus oder WBG, Darmstadt 2002, ISBN 3-89678-443-9, 2. unv. Aufl. WBG 2009, ISBN 3-534-16031-2.
- Die großen Religionen (Aus d. Engl. übers. v. Eva Gärtner) Universitäts-Verlag, München 1988, ISBN 3-8004-1170-9.
- Beyond Ideology: Religion and the Future of Western Civilization. Harper & Row, New York 1981, ISBN 0-06-067402-4.